# 発達課題
発達課題（はったつかだい、英: developmental task）とは、「人間が健全で幸福な発達をとげるために各発達段階で達成しておかなければならない課題」であり、「次の発達段階にスムーズに移行するために、それぞれの発達段階で習得しておくべき課題がある」とされる。また、各段階には健全と相反する危機（英: crisis）が存在し、健全な傾向をのばし、危機的な傾向を小さくしなければならない。教育心理学者のロバート・J・ハヴィガースト（『人間の発達課題と教育』玉川大学出版部　1995年）が最初に提唱し、その後エリク・H・エリクソンなど様々な心理学者がそれぞれの発達課題を提言しており、その内容は一様ではない。

## 意義・特徴
一般に、発達課題は次のような意義と特徴を持っているとされる。
- 自己と社会に対する健全な適応にとって必須の学習である。
- 本質的には一定の期間内で学習されなくてはならない。その後も存在し続ける課題もあるが、その意義は弱化していく。
- 発達課題は、子どもから高齢者に至るまでの各年齢段階にある。

## エリク・H・エリクソン提唱の発達課題
エリク・H・エリクソンが提唱した発達課題の各段階とその心理的側面は、以下のとおりである。左記が成功、右記が不成功した場合である。
| 年齢     | 時期       | 導かれる要素 | 心理的課題              | 主な関係性         | 存在しうる質問                              | 例                             |
| -------- | ---------- | ------------ | ----------------------- | ------------------ | ------------------------------------------- | ------------------------------ |
| 0–2 歳   | 乳児期     | 希望         | 基本的信頼 vs. 不信     | 母親               | 世界を信じることは出来るか?                 | 授乳、愛着                     |
| 2–4 歳   | 幼児前期   | 意思         | 自律性 vs. 恥、疑惑     | 両親               | 私は私でよいのか?                           | トイレトレーニング、更衣の自律 |
| 4–5 歳   | 幼児後期   | 目的         | 積極性 vs. 罪悪感       | 家族               | 動き、移動し、行為を行ってよいか?           | 探検、道具の使用、芸術表現     |
| 5–12 歳  | 児童期     | 有能感       | 勤勉性 vs. 劣等感       | 地域、学校         | 人々とものの存在する世界で自己成就できるか? | 学校、スポーツ、仲間意識       |
| 13–19 歳 | 青年期     | 忠誠心       | 同一性 vs. 同一性の拡散 | 仲間、ロールモデル | 私は誰か? 誰でいられるか?                   | 社会的関係、学業               |
| 20–39 歳 | 初期成年期 | 愛           | 親密性 vs. 孤独         | 友だち、パートナー | 愛することが出来るか?                       | 仕事、恋愛関係 、育児          |
| 40–64 歳 | 成年期     | 世話         | 生殖 vs. 自己吸収       | 家族、同僚         | 私は自分の人生をあてにできるか?             | 管理職、子供の自立             |
| 65歳 -   | 成熟期     | 賢さ         | 自己統合 vs. 絶望       | 人類               | 私は私でいてよかったか?                     | 人生の反響 、終活              |

エリクソンの場合、必ずしも成功のみが賞賛されているわけではなく、不成功もそれなりに経験する必要性もあるとされている。両者の統合したものが正常な成長に寄与する。また前段階の発達課題は次段階の発達段階の基礎となるので、エリクソンの発達課題からなるライフサイクルはピラミッド型でよく表される。

乳児・幼児の区切りは3歳児神話・3年保育の一般化により、3歳が区切りであるし小学校入学は6歳でもある。※欧米だと年少・年中がプリスクールで、年長のみが幼稚園（ほぼ小学校のようなカリキュラム）としているため5歳となっている。児童期の幅は大きく低学年は幼児っぽさが残っており、小学3～5年生はギャングエイジという仲間意識を身に付ける年齢であり、スポーツではゴールデンエイジと言って最も伸びる時期でもある。また最近の子は成長が早く、6年生は思春期に入っており学級担任制が難しくなっている。6-3制の本家アメリカでは5-3-4制（または4-4-4制）が主流になっており、日本でも5-4制を導入したほうが良いという意見もある。青年期は英語圏ではティーンエージャーであるが、日本では1年前倒しの中高生という言い方が一般的である。成年期においては結婚・出産年齢が大きく左右し、最近は晩婚・未婚・DINKsが増えていており一律ではなくなった。また平均寿命が延びたことにより前期高齢者（65～75歳）は元気になっており、まだまだ社会で活躍したいという人も増えている。また終活ブームといって、死後に対して自分で責任をもつという考え方がでてきた。

## 参照
1. ↑  http://web.cortland.edu/andersmd/ERIK/welcome.HTML
2. 1 2 3  “PSY 345 Lecture Notes - Ego Psychologists, Erik Erikson”. 2009年8月11日閲覧。